# He Went to See the Devil Play
He Went to See the Devil Play è un cortometraggio muto del 1909. Il nome del regista non viene riportato nei credit del film.

## Produzione
Il film fu prodotto dalla Vitagraph Company of America.

## Distribuzione
Distribuito dalla Vitagraph Company of America, il film - un cortometraggio di circa novanta metri - uscì nelle sale cinematografiche statunitensi il 9 gennaio 1909. Nelle proiezioni, veniva programmato con il sistema dello split reel, accorpato in un'unica bobina con un altro cortometraggio prodotto dalla Vitagraph, A Telepathic Warning, the Story of a Child's Love for Her Father.